# Tetraponera klebsi
Tetraponera klebsi é uma espécie de formiga do gênero Tetraponera, pertencente à subfamília Pseudomyrmecinae.